# Bagdad-Batterie
Die Bagdad-Batterie, auch unter dem Namen Batterie der Parther oder Batterie von Khu-jut Rabuah bekannt, ist ein Tongefäß, das 1936 bei Ausgrabungen einer parthischen Siedlung an der Stelle des Hügels Khujut Rabuah nahe Bagdad gefunden wurde. Da das Gefäß einen Kupferzylinder und ein Eisenstäbchen enthält, spekulierte Wilhelm König, der Direktor des Irakischen Nationalmuseums, dass es – in einer Reihe mit gleichartigen Objekten zusammengeschaltet – bereits vor 2000 Jahren als Batterie gedient haben könnte, obwohl damals Elektrizität nach bisherigem Wissensstand noch unbekannt war.
Diese These wird von Wissenschaftlern heute größtenteils abgelehnt, da es keinerlei Überlieferungen zu Kenntnissen der Elektrizität, sowie über elektrische Anwendungen des Gefäßes aus den relevanten Epochen gibt. Es gibt jedoch zahlreiche Überlieferungen die eine okkulte Bedeutung wahrscheinlich machen.
Das Gefäß verschwand während des Irakkriegs im Jahr 2003 und ist seither verschollen.

## Ausgrabung
Nach einer schweren Überschwemmung Bagdads im Jahre 1936 veranlasste das Gesundheitsministerium eine Aufschüttung von verbleibenden Tümpeln, um einer Malariaepidemie vorzubeugen. Hierzu sollte Lehm des Hügels Khujut Rabuah, nahe der Bahnstrecke nach Chanaqin, abgetragen werden. Dabei stellte sich heraus, dass der Hügel ein Tell war, und das Irakische Nationalmuseum führte eine Ausgrabung durch. Man fand parthische Ruinen (etwa 250 v. Chr.–225 n. Chr.), und in einem Haus außerhalb der Siedlung fand man neben einigen Beschwörungsschalen ein Tongefäß mit einem Kupferzylinder und einem Eisenstab. Dieses fiel zuletzt Wilhelm König in die Hände, der es als antike Batterie zu erkennen glaubte.
In der folgenden Zeit sammelte König Hinweise, die seine Theorie unterstützten, indem er seinen Fund mit weiteren ähnlichen Funden aus der Region verglich. Viele ähnelten dem Aufbau der Bagdad-Batterie, doch nur sie hatte exakt diese Anordnung der beiden Metalle.

## Das Gefäß

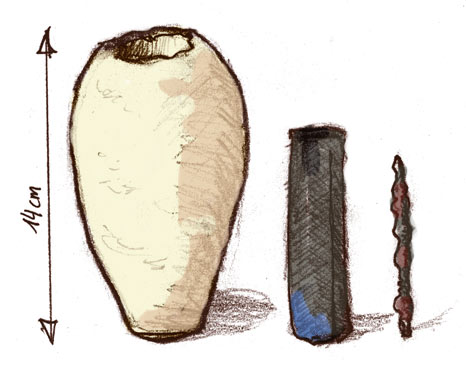
Zeichnung der Fundstücke: Tongefäß, Kupferzylinder und Eisenstäbchen.

Die Bagdad-Batterie ist ein circa 14 Zentimeter hohes vasenförmiges Tongefäß, dessen größter Durchmesser rund 8 Zentimeter beträgt. Es enthält einen am unteren Ende verschlossenen, circa 9 Zentimeter langen Kupferzylinder mit einem Durchmesser von 26 Millimeter. In diesem befand sich, durch eine Art Stöpsel aus Asphalt (Bitumenmasse) festgehalten, ein stark oxidiertes Stäbchen aus Eisen. Dessen oberes Ende stand etwa 1 Zentimeter über den Stopfen heraus und war von einer gelbgrauen Oxidationsschicht überzogen. Zwischen beiden Metallen besteht kein leitender Kontakt.
König datierte das Gefäß, wie auch den Tell, auf die Partherzeit. Diese Einschätzung wurde jedoch später revidiert und das Gefäß dem Sassanidenreich zugeordnet, womit es auch zu ähnlichen Funden passt, die König bereits bekannt waren.

## Verbleib
1978 wurde das Gefäß in Genf und anschließend im Roemer- und Pelizaeus-Museum Hildesheim mit der Bezeichnung „Apparat“ gezeigt und im Katalog beschrieben. Insbesondere die Hildesheimer Präsentation führte zu einer Flut von Vermutungen über das nunmehr Parther-Batterie genannte Objekt, von denen bisher keine verifiziert wurde.
Kurz nach der US-Invasion im Irak 2003 wurde das Irakische Nationalmuseum geplündert, in dem die Bagdad-Batterie aufbewahrt worden war. Seither ist sie verschwunden.

## Vergleichbare Fundstücke
Ähnliche und vor allem nach ihrem Inhalt zu unterscheidende Gefäße waren bereits zuvor gefunden und näher untersucht worden:
- Unter der archäologischen Leitung von Leroy Waterman, University of Michigan, wurden 1930 bei Seleukeia vier verschlossene Tongefäße ausgegraben.[6] Drei dieser in die späte Sassanidenzeit (5. bis 6. Jahrhundert n. Chr.) datierten Fundobjekte waren mit Bitumenmasse versiegelt. Diese Gefäße enthielten einen wiederum versiegelten Bronzezylinder, in dem sich ein eingepresster Papyruswickel befand. Obwohl auf keiner dieser weitgehend zerfallenen Faserrollen Schriftzeichen nachgewiesen werden konnten, andererseits aber diese Tonbehälter mit bis zu vier im Erdboden eingesenkten Metallstäben aus Bronze und Eisen abgesteckt worden waren, wird auf deren kultische Sinngebung und Verwendung geschlossen.[7] Das vierte ebenfalls versiegelte Gefäß enthielt Glasscherben.
- Eine von Ernst Kühnel geleitete deutsch-amerikanische Grabungsexpedition fand 1931 im unmittelbar benachbarten Ktesiphon sechs weitere Tongefäße, darunter drei versiegelte Fundobjekte mit jeweils einem, drei und zehn gewickelten und versiegelten Bronzeröllchen. Innerhalb dieser Bronzewickel befanden sich bereits stark zersetzte Zellulosefasern. Ein weiteres Tongefäß enthielt drei versiegelte Bronzezylinder. In den beiden übrigen und ebenfalls versiegelten Gefäßen befanden sich in einem Fundexemplar mit Bleikarbonat überzogene Plättchen aus ursprünglich reinem Blei; im anderen zehn stark korrodierte Eisennägel, an denen Spuren eines umwickelten organischen Fasermaterials nachgewiesen werden konnten.[8] Zwar erinnert ein Rundwickel aus Metallfolie und Papier an das konstruktionstypische Merkmal eines zum Beispiel mit getränktem Papier aufgebauten Elektrolytkondensators, jedoch gibt es für diese wie auch die bei Seleukia ergrabenen Funde wegen offenkundig fehlender Gegenelektrode keine unmittelbar greifbare elektrophysikalische Funktionsgrundlage.

## Batterienhypothese

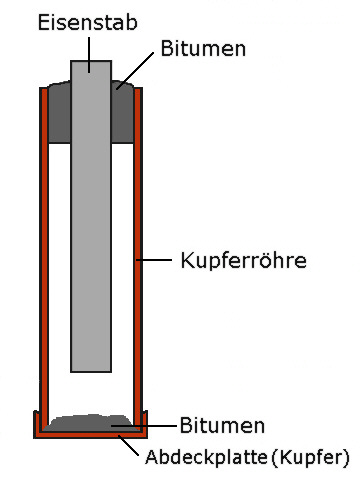
Interner Aufbau nach W. König

Wilhelm König vertrat seit 1938 die Auffassung, dass es sich bei dem in Khujut Rabua gefundenen henkellosen Tonbehälter nur um ein galvanisches Element bzw. eine Batterie handeln könne. Auf diesen Standpunkt bezieht sich bis heute eine Reihe kontroverser Abhandlungen. König stützte sich dabei auf das Aussehen des Fundstücks, das Vorhandensein von zwei verschiedenen Metallen und die Beobachtung, man „brauchte nur eine saure oder laugige Flüssigkeit einzufüllen“, um einen Stromfluss zu erhalten. Ob sich jedoch Überreste einer solchen Flüssigkeit jemals in dem Behälter befunden haben, ist unklar, und die Ergebnisse einer entsprechenden Untersuchung in Wien wurden nie veröffentlicht.
Von König gänzlich unbeachtet blieben Papyrusfunde in vergleichbaren Fundstücken, die das Vorhandensein einer Flüssigkeit unplausibel machen. Zudem ist bei den meisten Fundstücken ungeklärt, ob die Metallnägel überhaupt Teil der Funde waren, oder sich nur in der Nähe befanden.
Wilhelm Königs Angaben über den Aufbau und die Eignung der Parther-Batterie als Galvanische Zelle wurden im Jahr 1962 von Walter Winton, Historiker am Science Museum London, bestätigt. Winton hatte zu dieser Zeit das Irakische Nationalmuseum reorganisiert sowie ein dort vorhandenes Exponat näher untersucht. Demnach handelt es sich bei dem von König beschriebenen Fundtyp um eine geschlossene, mit einer bitumenartigen Masse fixierte und versiegelte Anordnung, die sowohl von mehreren fachwissenschaftlichen als auch medienpopulären Beiträgen als Elektrodeneinheit einer Batterie aufgefasst wird. Folgt man deren Interpretation als Hauptbestandteil einer galvanischen Zelle, so konnte der von König beschriebene geschlossene Aufbau auch bei ungünstigen Umgebungsverhältnissen einen unter Teilbefüllung reaktionsfähigen Elektrolyten (darunter zum Beispiel Zitronen- oder verdünnte Essigsäure) sowohl vor Austrocknung als auch Verunreinigung bewahren.
Der geschlossene Aufbau liefert aber auch ein starkes Argument gegen die Batterienhypothese: Für eine erfolgreiche elektrolytische Reaktion benötigt die Zelle Sauerstoff. Dieser kann durch den ungebrannten Ton des Gefäßes diffundieren, jedoch nicht durch das mit Bitumen versiegelte Kupferrohr. Der von König beschriebene Aufbau der Batterie kann eine solche Reaktion also nur einmalig für wenige Stunden aufrechterhalten. Ein offener Aufbau, in dem sich die Flüssigkeit im Tonbehältnis anstatt im Kupferzylinder befindet, eignet sich hingegen nicht für eine längere Aufbewahrung, da der ungebrannte Ton nicht wasserdicht ist.
Wie aus der elektrochemischen Spannungsreihe der Elemente abgeleitet werden kann, ergibt sich für Kupfer und ebenso reines Eisen als galvanisches Elektrodenpaar eine Potentialdifferenz von höchstens ca. 0,79 Volt. Eine generell von den elektrolytischen Eigenschaften abhängige und insoweit auch niedriger zu veranschlagende Zellenspannung lässt sich für das von König erfasste Exemplar und andere Fundvarianten jedoch nicht darstellen, weil ein abgesicherter Rückschluss auf irgendeinen an ihren Metalloberflächen eingewirkten Reaktionsträger nicht vorliegt bzw. möglich ist. Rekonstruktionen zeigten jedoch, dass der geschlossene Aufbau der Zelle bei Stromabnahme zu einem sofortigen Spannungsabfall und Stillstand der Reaktion führt.

## Anwendungshypothesen

### Vergoldungshypothese
Nachdem König den Fund als Batterie klassifiziert hatte, suchte er nach potentiellen Anwendungsgebieten für die Batterien. Die erste von ihm postulierte Hypothese befasst sich mit dem Vergolden metallischer Gegenstände. Diese Theorie fand im vergangenen Jahrhundert, und teilweise bis heute, großen Anklang in der geschichtswissenschaftlichen Welt. Der Physiker George Gamow und der Althistoriker Christopher Kelly (Universität Cambridge) zählen zu den Wissenschaftlern, die sich auf die von Wilhelm König favorisierte elektrochemische Metallveredlung beziehen. Aus diesem Grund befassen sich zahlreiche wissenschaftliche Veröffentlichungen mit der Eignung und Plausibilität dieser Hypothese. König bezieht sich dabei auf ein „primitives Verfahren auf versteckter elektrischer Basis“, das in den 1930er Jahren in Bagdad verwendet wurde, und postuliert, dass dieses vielleicht schon viel älter als das von Galvani entdeckte Verfahren sei. Dieser Theorie widerspricht jedoch eine spätere Untersuchung, die dieses Verfahren auf ein Patent von 1839 zurückführen kann.
Eine Grundlage zur Spekulation bietet dabei die Frage, wie die Parther an eine Goldsalzlösung gekommen sein könnten, da diese für eine galvanische Vergoldung unerlässlich ist. Theoretisch standen den damaligen Goldschmieden zu deren Herstellung Mandelsäure aus Bittermandeln, Blausäure aus Obstkernen, sowie eine Herstellungsmethode mithilfe von verrottendem Leder zur Verfügung. Allerdings ist in keiner historischen Schrift eine Beschreibung derartiger Methoden überliefert.
Zudem wurde in Modellversuchen untersucht, ob eine derartige Apparatur überhaupt in der Lage ist, eine galvanische Reaktion aufrechtzuerhalten. In den Versuchen stellten Jansen und seine Kollegen jedoch fest, dass die damals bekannten Elektrolyte wie Essigsäure und Fruchtsäfte nicht genügend Spannung für eine Galvanisierung aufbringen konnten. Daher experimentierten sie mit Benzochinon, welches deutlich bessere Ergebnisse erzielte, jedoch nur unter Abwandlung des historischen Aufbaus der Batterie. Benzochinon gilt im Partherreich auch nicht als bekannt, stand aber ebenfalls theoretisch zur Verfügung, da es von bestimmten Tausendfüßlern abgesondert wird.
Weiterhin wurden Funde dieser Art nur mit Eisen- und Bronzenägeln entdeckt. Für eine Vergoldung ist jedoch eine Goldelektrode nötig, die das Gold aus der Elektrolytlösung während der Reaktion erneuert. Eine solche wurde nie gefunden. Eine andere Möglichkeit bietet eine Zinkelektrode, die zwar die Goldzyanidlösung verunreinigen würde, aber eine einmalige Vergoldung ermöglichen könnte. Allerdings war auch elementares Zink in dieser Epoche nach heutigem Wissensstand unbekannt. Auch wurden nie vergoldete Artefakte gefunden, die durch eine Galvanisierung hergestellt wurden, obwohl die Parther sehr bekannt für ihre Goldschmiede waren. Alle vergoldeten Artefakte aus dieser Zeit können jedoch eindeutig anderen Vergoldungstechniken zugeordnet werden.

### Medizinische und religiöse Anwendungshypothesen
Der für das British Museum tätige Altertumsforscher Paul Craddock gibt zu bedenken, dass keine Überlieferungen bzw. eindeutig zu interpretierende Funderkenntnisse vorliegen, die ein im Partherreich praktiziertes Vergoldungsverfahren belegen. Gleichwohl führt Craddock, der als Experte für metallurgische Fundanalysen im Nahen Osten tätig war, mit einer im Partherreich applizierten Reizstrom-Stimulation ein anderes hypothetisches Anwendungsbeispiel an. Bereits König postulierte, ebenfalls ohne abgesicherte geschichtswissenschaftliche Erkenntnis, elektrotherapeutische Behandlungen. Diese These wird vor allem dadurch gestützt, dass die schmerzlindernde Wirkung von Elektroschocks bereits den Römern durch Zitterwelse bekannt war. Allerdings ist fragwürdig, ob selbst mehrere Batterien einen ausreichend hohen Stromfluss aufbringen können, um eine derartige Behandlung zu ermöglichen. Vor allem im Lichte der gut überlieferten Methoden der Schmerzbehandlung durch Drogen wie Wein, Opium und Cannabis aus der Region erscheint eine nicht überlieferte, hypothetische Verwendung einer schwachen Batterie unwahrscheinlich.
Craddock führte als weitere, ebenfalls unbelegte, Theorie auch religiöse oder magische Nutzen an. So könnte eine Batterie versteckt in einer metallenen Statue einen göttlichen oder magischen Machtbeweis durch einen kleinen elektrischen Schock erbracht haben. Überlieferungen solcher Phänomene oder Praktiken gibt es keine.

### Okkulte Verwendung
Schon bevor König seine Theorien veröffentlichte, schlug Ernst Kühnel, Leiter der Ausgrabungen in Ktesiphon, bereits eine magische Verwendung der dort gefundenen Gefäße vor. Emmerich Paszthory ging in einer Veröffentlichung von 1985 näher auf diese Hypothese ein. In der Region, in der die Gefäße gefunden wurden, gibt es zahlreiche Überlieferungen über magische Praktiken, die im Wesen über mehrere Reiche (sowohl Parther als auch Sassanider) nahezu unverändert existierten. Der vorherrschende magische Glaube schreibt dabei Dämonen die Ursache von Katastrophen und Krankheiten zu. Diese Dämonen sind dabei jeweils mit bestimmten Metallenen und nicht-metallenen Elementen verbunden, die man in Ritualen zur Beeinflussung eben dieser verwenden kann. So ist beispielsweise aus einem hethitischen Text überliefert:

„Wenn ein Haus gebaut wird und das Fundament gelegt wird… wird 1 Mine Kupfer, 4 Bronzenägel und ein Eisenhammer genommen. Er legt das Kupfer hinein, befestigt es nach unten an allen vier Seiten mit den Nägeln. Während er dies tut, sagt er folgendes: So wie dieses Kupfer gesichert und fest ist, so möge das Haus gesichert sein. Möge es fest sein auf der dunklen Erde.“

Zwar handelt es sich hier nicht um das Ritual, in dem das fragliche Tongefäß zum Einsatz kam, doch bleibt die Bedeutung der Stoffe in allen Überlieferungen gleich: Kupfer und Bronze werden für Schutzzauber, Blei für Flüche und Eisen gegen Dämonen verwendet. Auch die Verwendung von Nägeln zur Fixierung von Schutzzaubern sowie die Versiegelung von Zaubern durch Bitumen ziehen sich durch die Überlieferungen. Im Lichte dieser sehr gut überlieferten, und in zahlreichen Kulturen praktizierten Rituale, sowie den großen zeitlichen Differenzen zwischen den Ursprüngen der gefundenen Objekte, der Untauglichkeit der Apparatur für elektrochemische Prozesse, und den fehlenden Beweisen zu Kenntnissen der Elektrochemie im Partherreich, schließt Paszthory, dass die Apparatur nur äußerlich einer Batterie ähnelt, aber tatsächlich wohl okkulten Ritualen diente.

## Kritik
Die These, dass die Wirkung einer galvanischen Zelle bereits im Partherreich (oder im Sassanidenreich) bekannt war, fasziniert nach wie vor zahlreiche Menschen. Jedoch üben viele Wissenschaftler starke Kritik an fehlerhaften Methoden und reißerischen Veröffentlichungen zu dem Thema.
So führte Arne Eggebrecht, der Leiter des Roemer- und Pelizaeus-Museum Hildesheim, 1987 ein Experiment mit einem Modell der Bagdad-Batterie durch. Es konnte dabei eine Spannung von 0,5 Volt erzeugt werden, die ausreichte, um nachfolgend eine Galvanisierung durchzuführen. Gerhard Eggert zeigte jedoch, dass das verwendete Modell falsch aufgebaut war, und warf dem Museum vor, diese Thesen zur Unterstützung einer PR-Kampagne zur Finanzierung von Ausgrabungen falsch zu präsentieren. Zudem hätten viele Wissenschaftler unvollständige Informationen aus zweiter Hand als Fakt behandelt.
In einer anderen Veröffentlichung beschäftigt er sich mit Königs Thesen und schreibt, es gäbe keinen Grund zu dessen Annahme, die Verfahren zur Vergoldung aus Bagdad wären älter als 100 Jahre.
Paul Keyser bemerkt über die zweite populäre These, die Batterie könne für medizinische Zwecke verwendet worden sein, dass diese gänzlich induktiv entstanden sei. Es muss also als eine reine Hypothese behandelt werden, da keinerlei Überlieferungen diese Theorie unterstützten.
Dr. Brad Hafford stellt fest, dass die Experimente von Ingenieuren an idealisierten Modellen durchgeführt wurden, die von König veröffentlicht wurden, der „sehr an die Batterie glauben wollte“. Die Galvanisierungshypothese sei dann erst entstanden, weil die Wissenschaftler eine Anwendung für die postulierte Batterie suchten, obwohl der originale Aufbau der Batterie nicht für eine Galvanisierung geeignet sei.